# Microregione di Garanhuns
Garanhuns è una microregione dello Stato del Pernambuco in Brasile, appartenente alla mesoregione di Agreste Pernambucano.
È una suddivisione creata puramente per fini statistici, pertanto non è un'entità politica o amministrativa.

## Comuni
Comprende 19 comuni:
- Angelim
- Bom Conselho
- Brejão
- Caetés
- Calçado
- Canhotinho
- Correntes
- Garanhuns
- Iati
- Jucati
- Jupi
- Jurema
- Lagoa do Ouro
- Lajedo
- Palmeirina
- Paranatama
- Saloá
- São João
- Teresinha